# Santa Maria de Vingrau

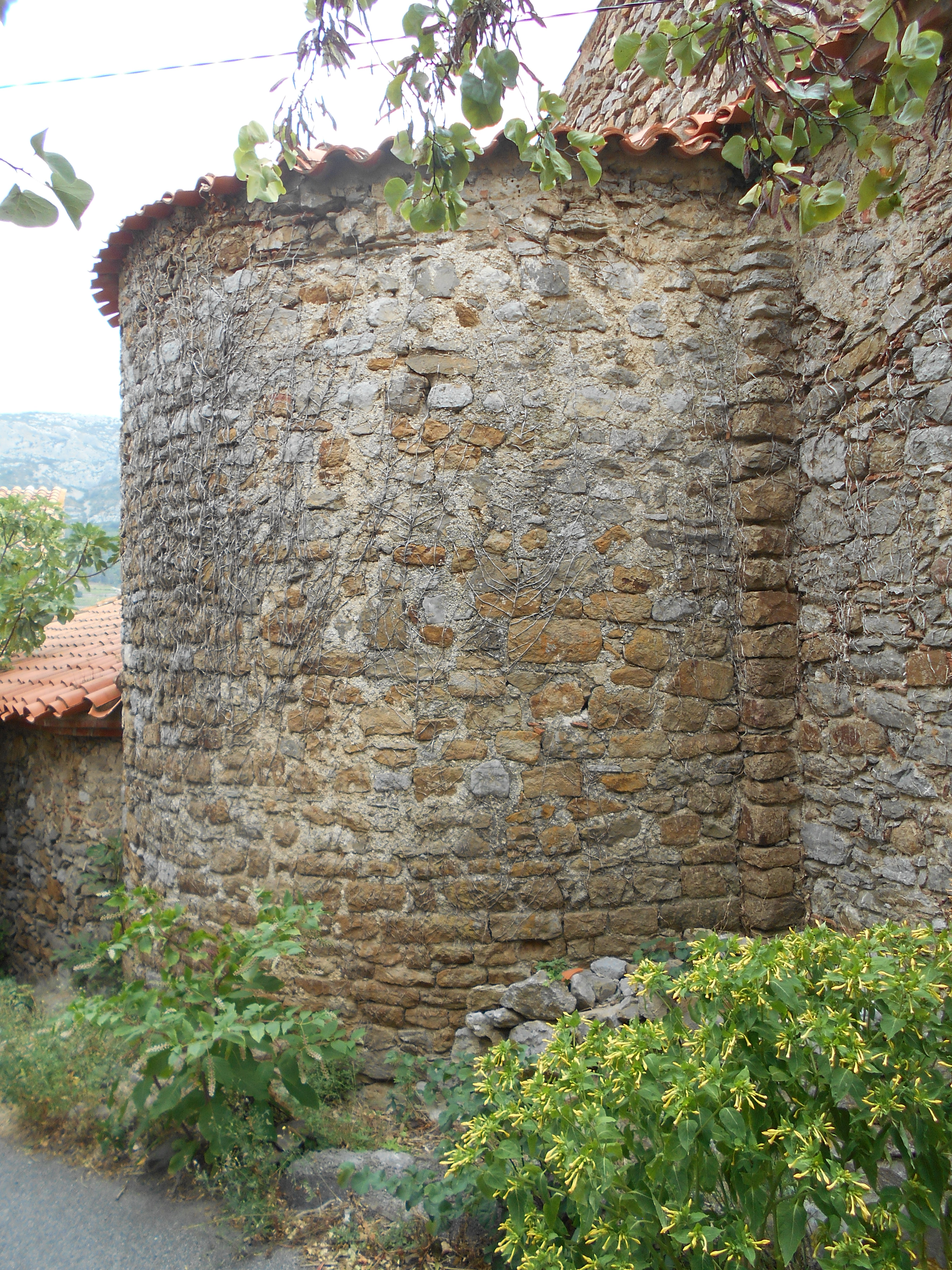
Absis oriental de l'església

Santa Maria de Vingrau és l'antiga església parroquial del poble de Vingrau, a la comarca del Rosselló (Catalunya Nord).
Està situada a l'extrem nord-est del poble de Vingrau, al capdamunt del coster on es troba el poble.
L'església està documentada des del 1119, quan el papa Gelasi II confirma unes possessions del monestir de la Grassa en territori de Vingrau, entre les quals, l'església de Santa Maria. S'hi fa constar que pertany a la diòcesi de Narbona.
L'església conserva, tot i que molt modificada en diferents moments històrics, però sempre seguint la tradició romànica, la capçalera del temple. La resta està molt alterada respecte del temple primitiu.